# Micropogonias
Micropogonias is een geslacht van straalvinnige vissen uit de familie van ombervissen (Sciaenidae). Het geslacht is voor het eerst wetenschappelijk beschreven in 1831 door Bonaparte.

## Soorten
- Micropogonias altipinnis (Günther, 1864)
- Micropogonias ectenes (Jordan & Gilbert, 1882)
- Micropogonias fasciatus (de Buen, 1961)
- Micropogonias furnieri (Desmarest, 1823)
- Micropogonias manni (Moreno, 1970)
- Micropogonias megalops (Gilbert, 1890)
- Micropogonias undulatus (Linnaeus, 1766) – Knorrepos